# All the Young Dudes
All the Young Dudes is een nummer van de Britse band Mott the Hoople, uitgebracht als de titeltrack van het album All the Young Dudes uit 1972. Het nummer werd geschreven door David Bowie en werd een grote hit in het Verenigd Koninkrijk, waar het de derde plaats behaalde. In de Verenigde Staten bereikte het de 37e plaats, terwijl in de Nederlandse Top 40 de 27e plaats werd behaald. In 2004 zette het tijdschrift Rolling Stone het nummer op de 253e plaats in The 500 Greatest Songs of All Time en in de update uit 2010 stond het op plaats 256. Daarnaast is het opgenomen in de 500 Songs that Shaped Rock and Roll van de Rock and Roll Hall of Fame.

## Achtergrond
Het nummer wordt gezien als een van de anthems van de glamrock. Bowie schreef het nummer nadat hij in contact kwam met Mott-bassist Peter Watts en kwam erachter dat de band uit elkaar zou gaan wegens het gebrek aan commercieel succes. Toen de band zijn eerste aanbod "Suffragette City" afsloeg, schreef Bowie "All the Young Dudes" speciaal voor de band.
Het nummer toont gelijkenissen met een ander Bowie-nummer, "Rock 'n' Roll Suicide" van het album The Rise and Fall of Ziggy Stardust and the Spiders from Mars, met muziek die op een lijkzang lijkt, referenties naar een jeugdig persoon die zelfmoord pleegt en het feit dat het een denkbeeldig publiek aanspreekt. In de tekst worden de artiesten T. Rex, The Beatles en The Rolling Stones genoemd.
Bowie zei zelf ooit dat hij niet bedoelde om het nummer te schrijven als een anthem voor de glamrock, maar dat het eigenlijk een donkerdere boodschap bracht over een apocalyps. In een interview met Rolling Stone in 1973 zei hij dat de jongens die worden genoemd in het nummer hetzelfde nieuws brachten die de nieuwslezer noemde in het nummer "Five Years" van Ziggy Stardust; het nieuws is dat de aarde nog vijf jaar te leven heeft. Bowie legde uit: "All the Young Dudes is een nummer over dit nieuws. Het is geen hymne aan de jeugd, zoals men dacht. Het is het compleet tegenovergestelde".
In november 1972 zong Bowie het nummer met Mott the Hoople tijdens zijn concert in Upper Darby, Pennsylvania. Deze liveversie werd in 1998 uitgebracht op het livealbum van Mott All the Way from Stockholm to Philadelphia en in 2006 op de heruitgave van het album All the Young Dudes. Verschillende liveversies van Bowie werden uitgebracht in 1974 op David Live, in 1983 op Ziggy Stardust - The Motion Picture en in 2003 op de DVD A Reality Tour en het album A Reality Tour. In 1992 zongen Bowie en Mott-zanger Ian Hunter het nummer samen met de overgebleven leden van Queen, Mick Ronson, en Joe Elliott en Phil Collen van Def Leppard tijdens het Freddie Mercury Tribute Concert.
Bowie nam in december 1972 zelf ook een studioversie van het nummer op tijdens de sessies voor zijn album Aladdin Sane, maar deze versie verscheen in de monoversie pas in 1995 op het album Rarest One Bowie. Later verscheen het ook op meerdere compilatiealbums, inclusief de heruitgave van Aladdin Sane in 2003, en in 2014 werd de stereoversie voor het eerst officieel uitgebracht op Nothing Has Changed. Een andere variant, met zang van Bowie tijdens de coupletten en Hunter tijdens het refrein, verscheen op de heruitgave van het album All the Young Dudes in 2006. Bowie gebruikte de muziek ook als de basis van zijn nummer "Move On" van het album Lodger uit 1979.
Bruce Dickinson, de zanger van Iron Maiden, nam een cover van dit album op in 1990 op zijn solodebuut Tattooed Millionaire.

## Tracklist
1. "All the Young Dudes" (David Bowie) - 3:32
2. "One of the Boys" (Ian Hunter/Mick Ralphs) - 6:46

## Muzikanten
- Ian Hunter: leadzang, gitaar, piano, keyboard
- Mick Ralphs: gitaar, achtergrondzang
- Peter Watts: basgitaar
- Dale "Buffin" Griffin: drums
- Verden Allen: orgel, achtergrondzang

## Hitnoteringen

### Nederlandse Top 40
| Hitnotering: 09-09-1972 t/m 07-10-1972 | Hitnotering: 09-09-1972 t/m 07-10-1972 | Hitnotering: 09-09-1972 t/m 07-10-1972 | Hitnotering: 09-09-1972 t/m 07-10-1972 | Hitnotering: 09-09-1972 t/m 07-10-1972 | Hitnotering: 09-09-1972 t/m 07-10-1972 | Hitnotering: 09-09-1972 t/m 07-10-1972 |
| Week:                                  | 1                                      | 2                                      | 3                                      | 4                                      | 5                                      |                                        |
| -------------------------------------- | -------------------------------------- | -------------------------------------- | -------------------------------------- | -------------------------------------- | -------------------------------------- | -------------------------------------- |
| Positie:                               | 30                                     | 27                                     | 35                                     | 38                                     | 40                                     | uit                                    |

### Nationale Hitparade top 50 /Single Top 100
| Hitnotering: 16-09-1972 | Hitnotering: 16-09-1972 | Hitnotering: 16-09-1972 |
| Week:                   | 1                       |                         |
| ----------------------- | ----------------------- | ----------------------- |
| Positie:                | 20                      | uit                     |

### NPO Radio 2 Top 2000
| Nummer met noteringen in de NPO Radio 2 Top 2000 | '99  | '00 | '01  | '02  | '03  | '04  | '05  | '06  | '07 | '08  |
| ------------------------------------------------ | ---- | --- | ---- | ---- | ---- | ---- | ---- | ---- | --- | ---- |
| All the Young Dudes                              | 1513 | -   | 1445 | 1916 | 1928 | 1796 | 1997 | 1980 | -   | 1972 |

1. ↑  Een '-' betekent dat het nummer niet was genoteerd en een vetgedrukt getal geeft de hoogste notering aan.
2. ↑  Deze tabel is bijgewerkt tot en met de laatste editie (2024).